# Ilja Antonov
Ilja Antonov (ur. 5 grudnia 1992 w Tallinnie) – estoński piłkarz grający na pozycji pomocnika. W reprezentacji Estonii zadebiutował w 2012 roku. 